# Kormac Valdebenito
Kormac Valdebenito Gómez es un exfutbolista chileno que se desempeñaba en la posición de Volante. Posteriormente se ha desempeñado como representante de jugadores y también como gerente técnico.

## Clubes
| Club                    | País           | Año       |
| ----------------------- | -------------- | --------- |
| Universidad Católica    | Chile          | 2002-2004 |
| Deportes Melipilla      | Chile          | 2004      |
| Deportes Puerto Montt   | Chile          | 2005      |
| Virginia Beach Mariners | Estados Unidos | 2005      |
| Deportes Melipilla      | Chile          | 2005-2006 |
| Puerto Rico Islanders   | Puerto Rico    | 2006      |
| Unión Española          | Chile          | 2007      |

## Palmarés

### Campeonatos nacionales
| Título           | Equipo               | País  | Año    |
| ---------------- | -------------------- | ----- | ------ |
| Primera División | Universidad Católica | Chile | 2002-A |